# George Bennett
George Bennett (født 7. april 1990 i Nelson) er en professionel cykelrytter fra New Zealand, der er på kontrakt hos Israel-Premier Tech.
Han vandt Tour of California 2017. Ved Tour de France 2019 vandt Bennett sammen med sit hold Team Jumbo-Visma holdtidskørslen på 2. etape. I 2020 vandt han Giro del Piemonte.